# Hofball-Musikdirektor
Der Titel k.k. Hofballmusik-Direktor (zu einem nicht näher bekannten Zeitpunkt um 1891 k. und k. Hofballmusik-Direktor) wurde auf Ersuchen von Johann Strauss (Vater) vom 7. Jänner 1846 durch das Obersthofmeisteramt geschaffen und am 24. Jänner 1846 erstmals an ihn verliehen. Bis dahin wurde auch für Hofbälle nur von Musikdirektor oder Tanzmusikdirektor geschrieben bzw. gesprochen. Mit dem Titel war weder ein Anspruch auf die Leitung der Hofball-Musik verbunden, noch etwa ein Gehalt oder eine sonstige Zahlung (Emolument).
Den Titel trugen

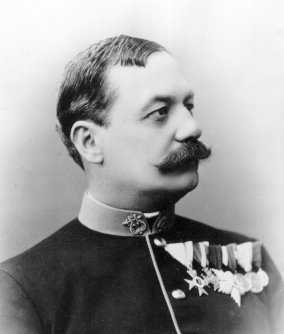
Carl Michael Ziehrer war der letzte Hofball-Musikdirektor

- Johann Strauß Vater (1846 bis † 1849, k.k.)
- Johann Strauß Sohn (1863 bis † 1899, k.k.)
- Eduard Strauß (1871 bis 1901, k.k., ab ca. 1891 k. und k.), per Dekret des Obersthofmeisteramtes vom 18. Februar 1872 rückwirkend
- Carl Michael Ziehrer (1908–1918, k. und k.)

Johann Strauss (Enkel) übte zwar von 1901 bis 1906 das Amt aus, der Titel wurde ihm indes verweigert. Gleiches gilt für Philipp Fahrbach der Ältere, auch er übte nur das Amt aus, um den Titel hatte er sich nie beworben. Strauss (Sohn) wurde 1870 zwar von der Leitung der Hofball-Musik entbunden, konnte aber den Titel behalten.